# Plectranthias randalli
Plectranthias randalli is een straalvinnige vissensoort uit de familie van zaag- of zeebaarzen (Serranidae). De wetenschappelijke naam van de soort werd voor het eerst geldig gepubliceerd in 1980 door Fourmanoir & Rivaton.